# Tragédie en musique

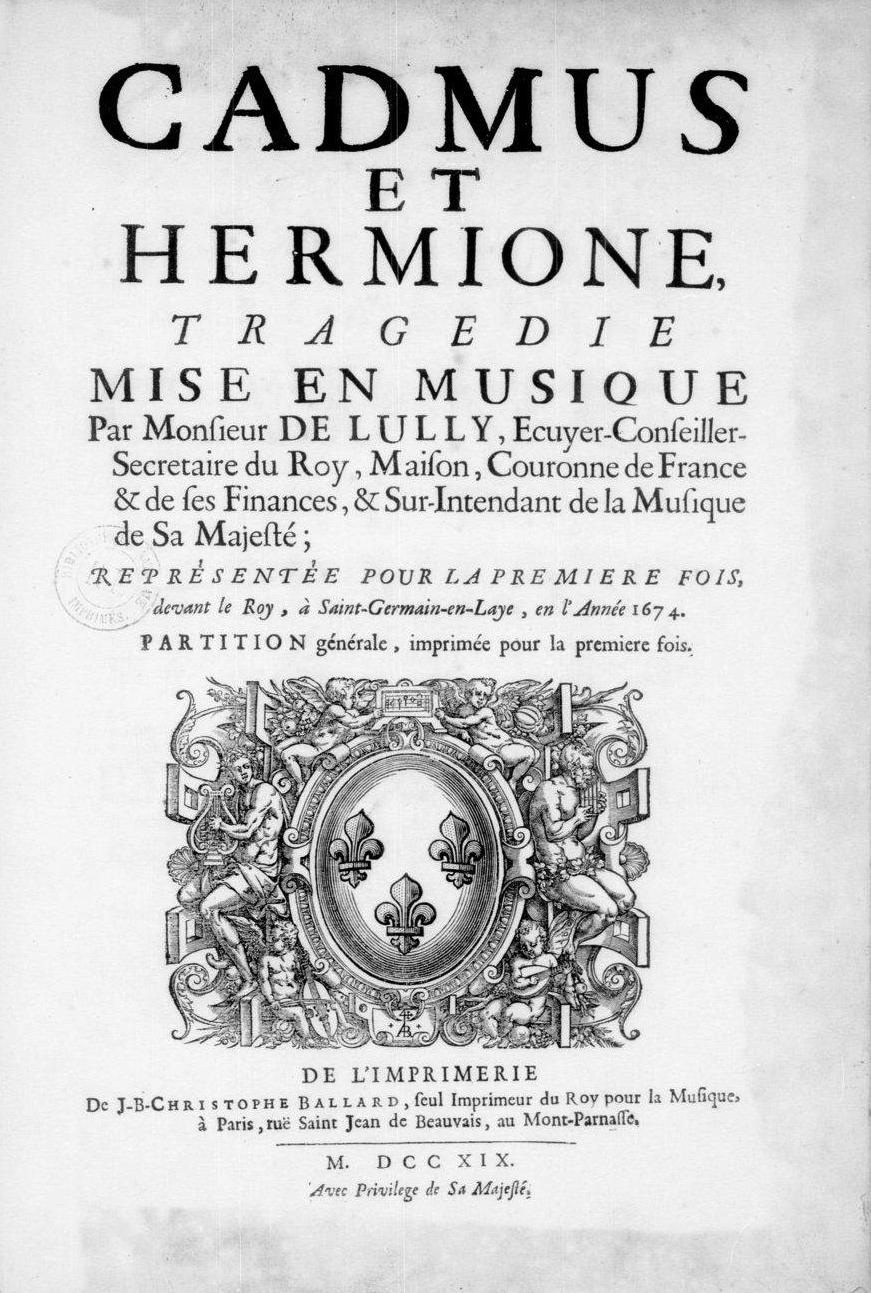
Página do título da primeira edição de Cadmus et Hermione, impressa e publicada por J.B.Christophe Ballard, em 1917.

Designa-se tragédie en musique (ou «tragédie lyrique», podendo surgir traduzido para português como "tragédia musical" ou "tragédia lírica") o género musical especificamente francês, em uso nos séculos XVII e XVIII, e cujas obras eram principalmente representadas no palco da Académie royale de musique de Paris, difundindo-se depois por outras cidades francesas e estrangeiras.

## Definição
Espécie de poema dramático feito para ser posto em música, e cantado no teatro com a sinfonia e todo o tipo de decorações em máquinas e vestidos. La Bruyère diz que a ópera deve conter o espírito, os ouvidos e os olhos numa espécie de encantamento: e Saint-Évremont chama à ópera quimérica montagem de poesia e música, onde o poeta e o músico se torturam mutuamente.— Definição de ópera, por Louis de Jaucourt, na Encyclopédie.
O termo ópera não é apropriado para designar este género no qual o criador, Jean-Baptiste Lully, quis precisamente desmarcar-se da ópera italiana, então em voga no resto da Europa, apesar das suas próprias origens italianas, ou talvez por causa disso. A «tragédie en musique» é resultante de uma fusão de elementos do ballet de Cour, da pastoral, da «pièce à machines» e da comédie e tragédie-ballet. Os seus criadores — o compositor Lully e o seu libretista Philippe Quinault— ambicionavam fazer dela um género tão prestigioso como a tragédia clássica de Corneille e Racine: como exemplo deste último, a "tragédie" é estruturada em cinco atos.
A ópera italiana (em três atos) tendia a valorizar a música, e sobretudo o canto solista (o «bel canto») enquanto a «tragédie lyrique» era concebida como um espectáculo completo que queria colocar em igualdade o conjunto dos seus componentes: o texto (em verso), a encenação, o vestuário, a música, a dança, as «machines», a iluminação, etc. 
A intriga da «tragédie lyrique» baseia-se na maioria das vezes na mitología e lendas (sobretudo greco-latinas), mas explora também os poemas épicos do Renascimento na senda do Orlando Furioso, de Jerusalém Libertada, etc. Os amores infelizes ou contrariados são a base habitual dos libretistas. O «merveilleux» (maravilhoso) é um elemento fundamental, permitindo, em maior benefício do espetáculo mas não da verosimilhança, multiplicar os efeitos de maquinaria para por em cena deuses e heróis, monstros e fenómenos naturais (descida dos céus de Júpiter, queda de Faeton, descida aos Infernos, tremores de terra, etc.). Tal aproxima-a da ópera italiana contemporânea; mas, distintamente desta, a intriga deve igualmente reservar um importante lugar à dança, com cenas de festas, festejos e alegria dispostas a propósito. Os principais intérpretes tinham de saber cantar e dançar.
A «tragédie lyrique» compreendia, em geral:
- uma «ouverture» instrumental solene.
- um prólogo que introduzia a ação por uma alusão alegórica aos méritos e atos elevados do soberano: este prólogo tem a mesma estrutura que os atos principais; desapareceu nas últimas obras de Rameau.
- cinco atos que misturam árias solistas, coros, recitativos e intermezzos instrumentais com danças. Isto distingue-a também da ópera italiana, geralmente em três atos.
- uma ária instrumental conclusiva, chacona ou passacaglia ou várias danças curtas, encadeadas uma após outra.

Em algumas obras, uma passacaglia de grandes proporções era inserida num dos atos, em função das possibilidades do libreto. É o caso da passacaglia de Armide, de Lully, considerada no seu tempo como a obra-prima do género, com a sua extraordinária sucessão de variações instrumentais ou corais.
A música vocal da «tragédie en musique» difere profundamente da da ópera italiana contemporânea pelos seguintes aspetos:
- importância dada aos coros, constituídos pelas personagens secundárias.
- relativa raridade de árias de solistas, que deixam uma parte muito mais reduzida ao virtuosismo e aos efeitos vocais: o texto deve ser compreendido pelo espectador.
- recitativo mais cantável.

Efetivamente, a prosódia da língua francesa conduz o recitativo a distinguir-se do «recitativo secco» quase falado da ópera italiana. A «mélodie» é mais marcada, conferindo à «tragédie lyrique» uma certa continuidade da qual se disse que prefigurava a melodia contínua da ópera wagneriana.

## A sorte da «tragédie en musique»
Depois de Cadmus et Hermione em 1673, Lully compôs uma «tragédie lyrique» por ano, até à sua morte (deixou Achille et Polexène inacabada).
O género teve o favor do rei, e, depois do desaparecimento do "Surintendant", o de numerosos compositores de finais do século XVII e início do XVIII. Permanece no entanto exclusivamente francês, mesmo que alguns dos seus componentes tenham encontrado eco no estrangeiro — e notavelmente a famosa «ouverture à la française» adotada por Purcell, Haendel, Bach e outros.
A morte de Luís XIV levou o género a ficar um pouco isolado: a Régence viu florescer formas mais joviais, menos solenes, menos afetadas, como a opéra-ballet e as pastorais.
Estava já antiquada, quando Rameau, génio tardío e solitário, voltou a dar-lhe brilho, enquanto se preparava a confrontação com a ópera italiana da qual a Querelle des Bouffons seria a manifestação tangível. A moda é de mais simplicidade, de naturalidade. Rameau, enbora tenha conservado os elementos introduzidos por Lully, renovou completamente o estilo musical: foi assim, paradoxalmente, criticado tanto por aqueles seus contemporâneos que consideravam a «tragédie lyrique» como um género antiquado, como pelos que reprovavam a grande modernidade da sua linguagem musical. O confronto da «tragédie lyrique» com a opéra-bouffe foi a questão de partida da «Querelle des Bouffons» da qual será um dos principais protagonistas.
A qualidade excecional da música composta por Rameau não pôde impedir que a «tragédie lyrique» voltasse a cair em desuso, embora a sua última obra, Les Boréades, estivesse em ensaio quando aconteceu, em setembro de 1764 a morte do grande compositor. Este canto de cisne não foi representado e a «tragédie en musique», espectáculo completo e a forma mais acabada e simbólica da música francesa, torna-se simplesmente tema de estudo dos historiadores da música, desaparecendo do repertório durante dois séculos sem que ninguém pudesse prever que sairia um dia do purgatório.
Numa Histoire de la musique editada em 1969 e reimpressa em 1985, Lucien Rebatet, profeta pouco inspirado, escreveu:

Quelle est réellement la valeur musicale de cette tragédie lullyste ? Nous ne pouvons guère la juger que sur lecture, ou sur des restitutions mentales à partir des fragments connus. Elle n'a plus guère de chances de reparaître au répertoire dont elle est sortie depuis si longtemps, et on ne l'a honorée en France d'aucune édition phonographique, comme les Anglais l'ont fait pour des ouvrages de Purcell dont la représentation scénique est non moins impossible.
Pelo contrario, desde a década de 1970, não apenas algumas destas obras foram apresentadas em concerto, gravadas, representadas em favor do movimento pela música antiga, mas também voltaram a ter franco êxito. As cinco tragédias de Rameau foram gravadas (em CD) uma ou mais vezes. E nove mais das Lully, seguramente as mais estereotipadas, também. O mesmo sucede com outros compositores, como André Campra, Marin Marais, Jean-Marie Leclair, Marc-Antoine Charpentier ou Jean-Joseph Mouret.

## Principais «Tragédie en musique»
| Data    | Obra                          | Compositor                                          |
| ------- | ----------------------------- | --------------------------------------------------- |
| 1673    | Cadmus et Hermione            | Jean-Baptiste Lully                                 |
| 1674    | Alceste                       | Jean-Baptiste Lully                                 |
| 1675    | Thésée                        | Jean-Baptiste Lully                                 |
| 1676    | Atys                          | Jean-Baptiste Lully                                 |
| 1677    | Isis                          | Jean-Baptiste Lully                                 |
| 1678    | Psyché                        | Jean-Baptiste Lully                                 |
| 1679    | Bellérophon                   | Jean-Baptiste Lully                                 |
| 1680    | Proserpine                    | Jean-Baptiste Lully                                 |
| 1682    | Persée                        | Jean-Baptiste Lully                                 |
| 1683    | Phaëton                       | Jean-Baptiste Lully                                 |
| 1684    | Amadis                        | Jean-Baptiste Lully                                 |
| 1685    | Roland                        | Jean-Baptiste Lully                                 |
| 1686    | Armide                        | Jean-Baptiste Lully                                 |
| 1687    | Achille et Polyxène           | Jean-Baptiste Lully, terminada por Pascal Collasse. |
| 1689    | Thétis et Pelée               | Pascal Collasse                                     |
| 1691    | Énée et Lavinie               | Pascal Collasse                                     |
| 1691    | Astrée                        | Pascal Collasse                                     |
| 1693    | Médée                         | Marc-Antoine Charpentier                            |
| 1693    | Alcide                        | Marin Marais em colaboração com Louis Lully         |
| 1693    | Didon                         | Henry Desmarest                                     |
| 1694    | Circé                         | Henry Desmarest                                     |
| 1694    | Céphale et Procris            | Élisabeth Jacquet de la Guerre                      |
| 1695    | Théagène et Chariclée         | Henry Desmarest                                     |
| 1696    | Ariane et Bacchus             | Marin Marais                                        |
| 1696    | Jason ou la Toison d’or       | Pascal Collasse                                     |
| 1697    | Vénus et Adonis               | Henry Desmarest                                     |
| 1699    | Amadis de Grèce               | André-Cardinal Destouches                           |
| 1699    | Marthésie, reine des Amazones | André-Cardinal Destouches                           |
| 1700    | Hésione                       | André Campra                                        |
| 1700    | Canente                       | Pascal Collasse                                     |
| 1701    | Omphale                       | André-Cardinal Destouches                           |
| 1702    | Tancrède                      | André Campra                                        |
| 1703    | Ulysse                        | Jean-Féry Rebel                                     |
| 1704    | Iphigénie en Tauride          | Henry Desmarest                                     |
| 1705    | Alcine                        | André Campra                                        |
| 1706    | Polyxène et Pirrhus           | Pascal Collasse                                     |
| 1706    | Alcyone                       | Marin Marais                                        |
| 1709    | Sémélé                        | Marin Marais                                        |
| 1712    | Callirhoé                     | André-Cardinal Destouches                           |
| 1712    | Idoménée                      | André Campra                                        |
| 1714    | Arión                         | Jean-Baptiste Matho                                 |
| 1714    | Télémaque et Calypso          | André-Cardinal Destouches                           |
| 1717    | Ariane et Thésée              | Jean-Joseph Mouret                                  |
| 1718    | Sémiramis                     | André-Cardinal Destouches                           |
| 1722    | Renaud ou la suite d'Armide   | Henry Desmarest                                     |
| 1723    | Pirithoüs                     | Jean-Joseph Mouret                                  |
| 1733-34 | Hippolyte et Aricie           | Jean-Philippe Rameau                                |
| 1737    | Castor et Pollux              | Jean-Philippe Rameau                                |
| 1739    | Dardanus                      | Jean-Philippe Rameau                                |
| 1746    | Scylla et Glaucos             | Jean-Marie Leclair                                  |
| 1749    | Zoroastre                     | Jean-Philippe Rameau                                |
| 1763    | Les Boréades                  | Jean-Philippe Rameau                                |